# Bozen Brass
I Bozen Brass sono un quintetto di ottoni nato nel 1989 a Bolzano, per iniziativa del suonatore di tuba Toni Pichler.
I generi praticati sono molteplici, e vanno dalla musica barocca al blues, dal jazz al pop, al rock.
La formazione attuale vede, oltre a Pichler, Norbert Fink al corno (dal 1991), Anton Ludwig Wilhalm alla tromba e al flicorno (dal 1993), Martin Psaier al trombone (dal 2013, quando ha preso il posto di Stefan Mahlknecht, scomparso in un incidente aereo sulla Marmolada) e Robert Neumair alla tromba e al flicorno (dal 2003).

## Discografia
- Bozen Brass
- Weihnacht
- Blues for Brass
- Musik aus Renaissance und Barock
- Festliche Weihnacht - Buon Natale
- Black or White